# イダ・ヘンデル
イダ・ヘンデル（Ida Haendel CBE、1928年12月15日 - 2020年6月30日
）は、ポーランド・ヘウム出身のイギリスのクラシック音楽のヴァイオリニスト。

## 生涯
幼児期より天才と称せられ、5歳にしてすでにチャイコフスキーやメンデルスゾーンなどをものにしたといわれる。公式デビューは1935年である。ワルシャワ音楽院に学んだ後、ベルリンでカール・フレッシュに、またパリでジョルジュ・エネスコにも師事した。第二次世界大戦中は、他の多くのユダヤ系ヴァイオリニストと同じく、英軍・米軍のために慰問演奏を行なった。鋭いテクニックと、ニュアンスに富んだ音色が特徴的だが、気品よりは感情表出の激しさによって、女性ヴァイオリニストの中でも一頭地を抜いた伝説の存在であった。
影響を受けた芸術家として、同郷の先輩ヴァイオリニストのブロニスワフ・フーベルマンや、指揮者ラファエル・クーベリックへの傾倒を語っている。1980年代の実質的な活動停止や、録音嫌い（長いキャリアにもかかわらず、録音数は非常に少ない）、長年にわたって実年齢を伏せてきたことから、「マルツィやヌヴーと同世代の伝説の女性ヴァイオリニスト」といわれ続けてきた。当時は天才少女を売り出すため生年の偽装が大っぴらに行われており、1928年生まれでではない説が有力である。ウラジミール・アシュケナージとの共演によるCD制作によって見事な復活を果たし、1998年には指揮者サイモン・ラトルと、2004年にはピアニストフー・ツォンとともに来日も果たした。没年には、カナダ在住であった。

## 人物
ヘンデルはヨーロッパ大陸の出身者にもかかわらず、イギリス音楽にも深い関心と理解を示し、エルガーやブリテンの協奏曲を積極的に演奏・録音したほか、ウォルトンのヴァイオリン協奏曲の録音は、この作品の模範的演奏の一つに数えられている。英国楽壇への功労が認められ、1991年にはCBEを受勲した。
演奏に専念するため入門志願者を断わることでも有名だったが、例外的に米独の混血ヴァイオリニスト、デイヴィッド・ギャレットを世に送った。しかしヘンデル自身は、「私は彼の（最初の）ファンであって、師匠ではない」と主張している。90歳を過ぎても来日公演を続けた。
楽器はストラディバリウス（1696年製）を使用。